# Ropin' the Wind
| 전문가 평가                   | 전문가 평가 |
| 평가 점수                     | 평가 점수   |
| 출처                          | 점수        |
| ----------------------------- | ----------- |
| AllMusic                      | [ 1 ]       |
| Christgau's Consumer Guide    | A−          |
| Entertainment Weekly          | C+          |
| Los Angeles Times             | [ 4 ]       |
| The Rolling Stone Album Guide | [ 5 ]       |

《Ropin' the Wind》는 미국의 컨트리 음악 아티스트 가스 브룩스의 세 번째 스튜디오 음반이다. 1991년 9월 2일에 발매되었고, 빌보드 200 차트와 톱 컨트리 앨범 차트에서 1위로 데뷔한 그의 첫 번째 스튜디오 음반이었다. 10여 년 전 케니 로저스 이후 컨트리 가수가 이 두 차트에서 모두 1위를 차지한 첫 번째 음반이었다. 1991년 9월 28일부터 1992년 4월 3일까지 4차례 1위를 차지했고, 18주 동안 정상을 지켰고, 결국 1998년 미국 음반 산업 협회에 의해 14배 플래티넘 인증을 받았다. 영국에서는 영국 음반 차트에 올랐고 컨트리 차트에서 몇 달 동안 1위를 차지했다. 이것은 1995년 음반 《Fresh Horses》까지 캐피틀 레코드 내슈빌에서 마지막 스튜디오 음반이다.
수록곡 〈Shameless〉는 빌리 조엘의 1989년 음반 《Storm Front》에 녹음된 노래의 커버 버전이다.
음악 웹사이트 올뮤직에 따르면, 《Ropin' the Wind》는 빌보드 200에서 1위로 데뷔한 첫 컨트리 음반이었다.

## 배경
브룩스는 음반에 대해 "《Ropin' the Wind》는 우리가 《No Fences》의 아들이라고 불렀던 것입니다. 《Ropin' the Wind》는 우리가 《No Fences》에서 온 이런 종류의 투어에서 만들어졌습니다. 우리는, 일년 중 거의 250일 동안 사라졌습니다. 그리고 그 남은 100일 동안, 저는 《Ropin' the Wind》를 자르고 그것을 위해 써보기로 결정했습니다. 이 음반은 제가 생각했던 것보다 훨씬 더 커졌습니다. 그리고 〈Rodeo〉, 〈What She's Doing Now〉, 〈The River〉, 〈Papa Loved Mama〉, 〈Shameless〉 같은 싱글 음반을 들을 때, 저는 그것을 보고 매우 자랑스럽게 서 있습니다. 그리고 나서 제가 〈Against the Grain〉, 〈Cold Shoulder〉라는 컷들을 볼 때, 저도 똑같이 자랑스럽습니다."라고 언급했다.

## 곡 목록
| #   | 제목                     | 작사·작곡                       | 재생 시간 |
| --- | ------------------------ | ------------------------------- | --------- |
| 1.  | 〈Against the Grain〉    | 브루스 부톤, 래리 코들, 칼 잭슨 | 2:23      |
| 2.  | 〈Rodeo〉                | 래리 바스티안                   | 3:54      |
| 3.  | 〈What She's Doing Now〉 | 팻 앨저, 가스 브룩스            | 3:26      |
| 4.  | 〈Burning Bridges〉      | 브룩스, 스테파니 C. 브라운      | 3:36      |
| 5.  | 〈Papa Loved Mama〉      | 브룩스, 킴 윌리엄스             | 2:50      |
| 6.  | 〈Shameless〉            | 빌리 조엘                       | 4:16      |
| 7.  | 〈Cold Shoulder〉        | 켄트 블레이지, 브룩스, 윌리엄스 | 3:54      |
| 8.  | 〈We Bury the Hatchet〉  | 브룩스, 로열 웨이드 킴스        | 3:05      |
| 9.  | 〈In Lonesome Dove〉     | 브룩스, 신시아 림보             | 4:49      |
| 10. | 〈The River〉            | 브룩스, 빅토리아 쇼             | 4:23      |

## 인증
| 국가                       | 인증         | 판매량/출하량 |
| -------------------------- | ------------ | ------------- |
| 오스트레일리아 (ARIA)      | 플래티넘     | 70,000^       |
| 캐나다 (뮤직 캐나다)       | 5× 플래티넘  | 500,000^      |
| 일본                       | —            | 23,000        |
| 스페인                     | —            | 40,000        |
| 미국 (RIAA)                | 14× 플래티넘 | 14,000,000^   |
| ^출하량을 기반으로 한 인증 |              |               |

## 같이 보기
- 미국에서 가장 많이 팔린 음반 목록